# آیومی تانیموتو
آیومی تانیموتو (انگلیسی: Ayumi Tanimoto؛ زادهٔ ۴ اوت ۱۹۸۱) جودوکار اهل ژاپن است.